# Sacrifice (filme)
Sacrifice (Brasil: Acima de Lei ) é um filme de ação e suspense produzido nos Estados Unidos, dirigido por Damian Lee e lançado em 2011.